# Hallowed Ground
Hallowed Ground är Violent Femmes andra album, släppt år 1984 på Slash- och Rhino Records. Precis som med debutalbumet Violent Femmes är de flesta låtar skrivna av Gordon Gano då han gick på high school.

## Låtlista
1. Country Death Song
2. I Hear the Rain
3. Never Tell
4. Jesus Walking on the Water
5. I Know It's True But I'm Sorry to Say
6. Hallowed Ground
7. Sweet Misery Blues
8. Black Girls
9. It's Gonna Rain